# Карињан де Бордо
Карињан де Бордо (фр. Carignan-de-Bordeaux) насеље је и општина у југозападној Француској у региону Аквитанија, у департману Жиронда која припада префектури Бордо.
По подацима из 2011. године у општини је живело 3716 становника, а густина насељености је износила 423,23 становника/km². Општина се простире на површини од 8,78 km². Налази се на средњој надморској висини од 80 метара (максималној 86 m, а минималној 10 m).

## Демографија
| 1962. | 1968. | 1975. | 1982. | 1990. | 1999. | 2011. |
| ----- | ----- | ----- | ----- | ----- | ----- | ----- |
| 760   | 1.209 | 1.931 | 2.276 | 2.867 | 3.094 | 3.716 |

График промене броја становника у току последњих година